# Marxisticko-leninská filozofie
Marxisticko-leninská filozofie je filozofický systém, který fungoval v bývalém Sovětském svazu a evropských zemích východního bloku  jako státem přikázaná ideologie.

## Charakteristické rysy
Marxisticko-leninská filozofie vznikla v Sovětském svazu v 20. letech 20. století a byla závazným předmětem nejen na univerzitách, ale i na středních školách (v rámci školního předmětu „Obščestvoveděnije“).. Tvoří filozofický základ marxismu-leninismu a rozpadává se na dvě součásti: dialektický materialismus a historický materialismus. Cílem sovětské filozofie byla také kritika takzvané buržoazní filozofie.
Sovětská filozofie byla pod správním dozorem a politickou kontrolou Správy agitace a propagandy ÚV KSSS. Jednou z podstatných charakteristik marxisticko-leninské filozofie je pronásledování svobody myšlení a slova.
—  Nikolaj Losskij: Dějiny ruské filosofie , kapitola „Dialektický materialismus v SSSR“, s. 586–587.
K jasné ilustraci duchovní atmosfery panující v sovětské filozofii mohou sloužit takové skutečnosti, jako roku 1922 deportace opozičních filozofů ze sovětského Ruska nebo roku 1937 poprava Pavla Florenského.
Průkopníkem filozofické sovětologie byl Josef Maria Bocheński.
Jednou z příčin vzniku sovětské filozofie s jejím bojovným ateismem byl podle Martina Jabůrka fakt, že dějinný vývoj Ruska a jeho kultury se ubíral jinými cestami než vývoj západní Evropy:
Důsledkem toho, že Rusko nepoznalo renesanci, případně její severoevropský analogon, reformaci, je i to, že v ruském kulturním prostředí nedošlo k důslednému oddělení teologie a filosofie. […] Sociokulturní proces sekularizace sociální, hospodářské a politické sféry, započatý epochou osvícenství, akcelerovaný Velkou francouzskou revolucí a dovršený v západní Evropě na konci devatenáctého století, nebyl v Rusku až do počátku dvacatého století ani zahájen. Právě z tohoto faktu pramenil po Říjnové revoluci zuřivý, bojovný ateismus bolševiků. 

## Historie
Jedním z nejdůléžitějších směrů ve vývoji sovětské filosofie v poleninském období se stalo studium a zpracování problémů leninské etapy v marxistické filozofii. Do konce šedesátých let vyšlo pět vydání Sebraných spisů V. I. Lenina a třicet sedm svazků Leninských sborníků, do nichž byly pojaty mnohé archivní materiály a dokumenty z Leninova literárního dědictví. V roce 1925 byl poprvé uveřejněn významný fragment K otázce dialektiky, v roce 1929 spatřily světlo světa Filosofické sešity, v roce 1959 byl vydán Leninův konspekt korespondence mezi Marxem a Engelsem, v roce 1965 bylo dokončeno vydání úplných sebraných spisů V. I. Lenina, jejichž součástí se staly i mnohé práce, které dosud nebyly publikovány.
V polovině dvacátých let se začalo s důkladným zkoumáním Leninova teoretického dědictví. Propagování leninismu a zpracovávání Leninova teoretického dědictví se aktivně účastnili Leninovi spolupracovnicí a žáci F. E. Dzeržinskij, Michail Kalinin, S. M. Kirov, Naděžda Krupská, Valerian Kujbyšev, J. V. Stalin, J. M. Jaroslavskij aj. Práce J. V. Stalina Trockismus nebo leninismus?, Základy leninismu, Otázky leninismu a další měly velký význam pro propagování Leninových myšlenek a pro jejich aplikaci v praxi socialistické výstavby. Stalinovy práce však nebyly prosty podstatných nedostatků a chyb.